# Polikarp Adamiec
Polikarp Adamiec (ur. 2 sierpnia 1929 w Płocku, zm. 4 września 2019 w Warszawie) – polski pilot szybowcowy i samolotowy, urzędnik administracji publicznej.

## Życiorys
W 1948 roku ukończył szkołę szybowcową w Goleszowie oraz szkolenie pilota samolotowego i kurs na pilota instruktora w Jeleniej Górze. W latach 1951–1960 był pracownikiem Aeroklubu Warszawskiego (początkowo zatrudnionym przez Ligę Lotniczą). W tym okresie uzyskał uprawnienia pilota samolotowego, instruktora samolotowego, instruktora samolotowego sportowego 1 klasy oraz instruktora szybowcowego. W 1951 roku otrzymał srebrną Odznakę Szybowcową. Od 1957 roku otrzymał angaż na stanowisko instruktora samolotowego oraz został członkiem zarządu Aeroklubu. Startując w jego barwach, w 1960 roku na zawodach rozgrywanych w Krakowie zdobył wicemistrzostwo Polski w lotnictwie sportowym. Był również członkiem tzw. trójki Warszewskiej (wraz ze Zdzisławem Dudzikiem i Józefem Menetem), biorącej udział w pokazach lotniczych na samolotach Zlín Z-26.
W latach 1960–1997 był pracownikiem Ministerstwa Komunikacji. W resorcie pracował: w Zarządzie Ruchu Lotniczego i Lotnisk Komunikacyjnych (do 1964), jako starszy inspektor w departamencie Lotnictwa Cywilnego (do 1970), a następnie został powołany na zastępcę członka Głównej Komisji Badania Wypadków Lotniczych. W 1991 roku powołano go na stanowisko głównego inspektora Personelu Lotniczego w Głównym Inspektoracie Lotnictwa Cywilnego Ministerstwa Komunikacji, którą to funkcję pełnił do przejścia na emeryturę w 1997 roku. W międzyczasie ukończył kurs prawniczy (1965) oraz uzyskał uprawnienia radiotelegrafisty (1967). W latach 1973–1974 pełnił funkcję kierownika bazy lotniczej PZL podczas akcji agrolotniczej w Egipcie i Sudanie.
Po zakończeniu pracy urzędniczej pozostał związany z lotnictwem, pracując w firmach: White Eagle Aviation (1997–2002), Airpolonia (2002–2005) oraz Prima Charter (2005–2008).
Został pochowany na cmentarzu w Wilanowie.